# María de los Ángeles Fernández Casado
María de los Ángeles Fernández Casado 1952) es una botánica española, que desarrolla sus actividades académicas en el "Departamento de Botánica, Ecología y Fisiología Vegetal, Universidad de Oviedo.

## Algunas publicaciones
- JOSÉ ANTONIO FERNÁNDEZ PRIETO, CARLOS AGUIAR, EDUARDO DIAS, MARÍA DE LOS ÁNGELES FERNÁNDEZ CASADO, JUAN HOMET. 2008. The genus Huperzia (Lycopodiaceae) in the Azores and Madeira. Bot. J. of the Linnean Soc. 158 (3): 522-533
- La abreviatura «Fern.Casado» se emplea para indicar a María de los Ángeles Fernández Casado como autoridad en la descripción y clasificación científica de los vegetales.[4]